# 星ひなの
星 ひなの（ほし ひなの、1998年4月7日 - ）は、日本の元子役である。スマイルモンキーに所属していた。

## 出演

### テレビドラマ
- 火曜サスペンス劇場「生死不明」（2002年11月、日本テレビ）
- 海のオルゴール（2003年7月、フジテレビ） - 竹内てるよ（幼少期）役
- ジイジ2〜孫といた夏〜 第4回（2005年7月25日、NHK）
- DRAMA COMPLEX「薔薇の微笑 愛すれど心哀しく」（2006年、フジテレビ） - 岩田朋子役
- 地獄少女 第11話・第12話（2006年、日本テレビ） - 柴田つぐみ（幼少期）役

### CM
- TOMY「太鼓の達人」（2004年）
- TOMY「黒ひげ危機一髪」（2004年）
- ジョンソン「カビキラー」（2006年）
- ミスター通商「町の便利屋さん」（2006年）
- ヨドバシカメラ（2006年）
- 東京ディズニーランド「ディズニー・ハロウィン2007」（2007年）

### 映画
- スケバン刑事 コードネーム=麻宮サキ（2006年9月30日公開） - サキ（幼少期）役
- ワルボロ（2007年、東映） - コーちゃんの妹役

### 舞台
- スマイルモンキーWazary

### ショートムービー
- STEP BY STEP Lip tales